# Liste der Einträge im National Register of Historic Places im Mercer County (Missouri)

Lage des Mercer County in Missouri

Die Liste der Einträge im National Register of Historic Places im Mercer County in Missouri führt die Bauwerke und historischen Stätten im Mercer County auf, die in das National Register of Historic Places aufgenommen wurden.
| [ 3 ] | Name                                            | Bild | Eintragsdatum        | Lage                                        | Ort       | Beschreibung |
| ----- | ----------------------------------------------- | ---- | -------------------- | ------------------------------------------- | --------- | ------------ |
| 1     | Herbert Cain and Corah Brantley Casteel House   |      | 1995 ID-Nr. 95000781 | Adresse nicht veröffentlicht                | Princeton |              |
| 2     | Leo Ellis Post No. 22, American Legion Building |      | 1996 ID-Nr. 96000478 | 804 Grant Street 40° 24′ 1″ N, 93° 35′ 3″ W | Princeton |              |